# Ґрета Ґервіґ
Ґрета Селеста Ґервіґ (англ. Greta Celeste Gerwig; нар. 4 серпня 1983, Сакраменто, Каліфорнія) — американська акторка, сценаристка та режисерка. Відома роботою над незалежними фільмами піджанру мамблкор, згодом вона перейшла від ролей та співавторства сценаріїв у незалежних фільмах до режисури великих студійних фільмів. Ґервіґ увійшла до щорічного списку «Time 100» найвпливовіших людей світу в 2018 році.
Розпочала кар'єру, працюючи з Джо Сванбергом над такими фільмами, як «Ханна піднімається сходами» та «Ночі та вихідні». Вона співпрацювала зі своїм партнером Ноа Баумбаком над кількома фільмами, зокрема «Ґрінберґ» та «Френсіс Ха», за які була номінована на премію «Золотий глобус», «Пані Америка» і «Білий шум». Знімалася в таких стрічках, як «Дівчата в біді», «Римські пригоди», «План Меггі», «Джекі», «Майк».
Як сольна режисерка Ґервіґ написала сценарій та зрежисувала фільми про дорослішання «Леді-Птаха» і «Маленькі жінки», обидва номіновані на «Оскар» за найкращий фільм: перший за найкращу режисуру та найкращий оригінальний сценарій, другий — за найкращий адаптований сценарій. Її наступна режисерська робота «Барбі», випущена у 2023 році, стала першим фільмом від режисерки-жінки, який зібрав понад 1 мільярд доларів у всьому світі.

## Життєпис
Закінчила Барнард-коледж Колумбійського університету. Ґервіґ дебютувала в кіно другорядною роллю в низькобюджетному фільмі «ЛОЛ» (2006), після чого кілька років привертала увагу критики роботами в незалежних комедійних фільмах. 2010 року знялася у фільмі Ноа Баумбака «Грінберг», за що номінована на премію «Незалежний дух» за кращу жіночу роль.
У 2011 році Ґервіґ знялася в комедії «Більше ніж секс», першій своїй роботі в незалежному кінематографі. Тоді грала у фільмі «Артур. Ідеальний мільйонер», ремейку однойменного фільму 1981 року. 2012 року з'явилася в невдалому пілоті The Corrections для HBO, а також у фільмі Вуді Аллена «Римські пригоди». Найуспішнішим проєктом в кар'єрі Ґервіґ став фільм Баумбака «Френсіс Ха», робота в якому схвалена критикою та номінована на премію «Золотий глобус» за кращу жіночу роль — комедія або мюзикл. 2014 року Ґервіґ увійшла до складу журі 64-го Берлінського кінофестивалю.
Третя співпраця Ґервіґ з Баумбаком відбулася 2015 року під час зйомок стрічки «Пані Америка», що отримала загалом схвальні відгуки. Того ж року Ґервіґ виконала головну роль у фільмі «План Меггі», теж сприйнятому загалом схвально.
2017 року повнометражний режисерський дебют Ґрети Ґервіґ «Леді-Птаха» з Сіршею Ронан у головній ролі встановив рекорд на сайті Rotten Tomatoes. Підліткова драма про дорослішання героїні в Сакраменто не отримала жодної негативної рецензії ні від критики, ні від аудиторії. Фільм приніс Ґервіґ номінації на премію «Золотий глобус» за найкращий сценарій. Також за цю стрічку вона була номінована на дві премії «Оскар» в категорії «за найкращу режисуру» і «за найкращий оригінальний сценарій».

## Режисерський стиль
Фільми Ґервіґ, як правило, засновані на її власному досвіді. У закулісному відео на знімальному майданчику «Леді-Птаха» вона сказала: «Я, як правило, починаю з речей зі свого життя, а потім досить швидко вони стають на свою орбіту». Ґервіґ наполягає, щоб її актори та акторки теж додавали свої особистості у свої ролі, і каже про свій сценарій та режисуру: «Це все залежить від акторів». Вона допускає незначну імпровізацію реплік.
В інтерв'ю виданню «Maclean's» Ґервіґ зазначила, що найбільше вплинув на її творчість Вуді Аллен: «Його вплив важко виміряти, оскільки він дуже глибокий». На неї також вплинули Говард Гоукс, Ернст Любіч, Керол Ломбард, Джоан Дідіон, Патті Сміт, Шанталь Акерман, Клер Дені, Міа Гансен-Лове, Джон Г'юстон, Майк Лі та Аньєс Варда.

## Фільмографія
| Ще не випущені фільми | Позначає ще не випущені фільми |

### Режисерка, сценаристка, продюсерка
| Рік  | Українська назва      | Оригінальна назва             | Режисерка | Сценаристка | Продюсерка | Примітки                                                         |
| ---- | --------------------- | ----------------------------- | --------- | ----------- | ---------- | ---------------------------------------------------------------- |
| 2007 | Ганна йде по сходах   | Hannah Takes the Stairs       | Ні        | Так         | Ні         | у співавторстві з Джо Свонбергом і Кентом Осборном               |
| 2008 | Ночі та вихідні       | Nights and Weekends           | Так       | Так         | Так        | співрежисерка, співсценаристка і співпродюсерка з Джо Свонбергом |
| 2010 | Північний комфорт     | Northern Comfort              | Ні        | Так         | Ні         | у співавторстві з Родом Веббером                                 |
| 2012 | Френсіс Ха            | Frances Ha                    | Ні        | Так         | Ні         | у співавторстві з Ноа Баумбаком                                  |
| 2015 | Пані Америка          | Mistress America              | Ні        | Так         | Так        | у співавторстві з Ноа Баумбаком                                  |
| 2017 | Леді-Птаха            | Lady Bird                     | Так       | Так         | Ні         |                                                                  |
| 2019 | Маленькі жінки        | Little Women                  | Так       | Так         | Ні         |                                                                  |
| 2023 | Барбі                 | Barbie                        | Так       | Так         | Виконавча  | у співавторстві з Ноа Баумбаком                                  |
| 2025 | Білосніжка            | Snow White                    | Ні        | Так         | Ні         | у співавторстві з Ерін Крессідою Вілсон                          |
| 2026 | Нарнія: Небіж чаклуна | Narnia: The Magician's Nephew | Так       | Так         | Ні         |                                                                  |

Акторка
| Рік  |    | Українська назва               | Оригінальна назва                        | Роль                                           |
| ---- | -- | ------------------------------ | ---------------------------------------- | ---------------------------------------------- |
| 2006 | ф  | LOL                            | LOL                                      | Ґрета                                          |
| 2007 | ф  | Ганна йде по сходах            | Hannah Takes the Stairs                  | Ганна                                          |
| 2008 | ф  | Пакетоголовий                  | Baghead                                  | Мішель                                         |
| 2008 | ф  | Дріжджі                        | Yeast                                    | Ґен                                            |
| 2008 | ф  | Ночі та вихідні                | Nights and Weekends                      | Метті                                          |
| 2008 | кф | Швидкі ноги, м'які руки        | Quick Feet, Soft Hands                   | Ліза                                           |
| 2008 | ф  | Я думав, ти нарешті втратив це | I Thought You Finally Completely Lost It | Ґрета                                          |
| 2009 | ф  | Ти не будеш сумувати за мною   | You Wont Miss Me                         | Бріджит                                        |
| 2009 | ф  | Будинок диявола                | The House of the Devil                   | Меган                                          |
| 2010 | ф  | Ґрінберґ                       | Greenberg                                | Флоренс Марр                                   |
| 2010 | ф  | Артхаус                        | Art House                                | Нора Ор                                        |
| 2010 | ф  | Північний комфорт              | Northern Comfort                         | Кассандра                                      |
| 2010 | ф  | Блюдо і ложка                  | The Dish & the Spoon                     | Роуз                                           |
| 2011 | ф  | Більше, ніж секс               | No Strings Attached                      | Патріс                                         |
| 2011 | ф  | Дівчата в біді                 | Damsels in Distress                      | Віолет Вістер                                  |
| 2011 | ф  | Артур                          | Arthur                                   | Наомі Квінн                                    |
| 2012 | ф  | Лола проти                     | Lola Versus                              | Лола                                           |
| 2012 | ф  | Римські пригоди                | To Rome with Love                        | Саллі                                          |
| 2012 | ф  | Френсіс Ха                     | Frances Ha                               | Френсіс Халледей                               |
| 2014 | ф  | Едем                           | Eden                                     | Джулія                                         |
| 2014 | ф  | Знущання                       | The Humbling                             | Пегін Майк Стейплфорд                          |
| 2015 | с  | Портландія                     | Portlandia                               | русалонька (Епізод: "Doug Becomes a Feminist") |
| 2015 | ф  | Пані Америка                   | Mistress America                         | Брук Кардінас                                  |
| 2015 | ф  | План Меггі                     | Maggie's Plan                            | Меггі Хардін                                   |
| 2016 | ф  | Такса                          | Wiener-Dog                               | Доун Вінер                                     |
| 2016 | с  | Проєкт «Мінді»                 | The Mindy Project                        | Сара Бранум (2 епізоди)                        |
| 2016 | ф  | Джекі                          | Jackie                                   | Ненсі Такермен                                 |
| 2016 | ф  | Жінки 20-го століття           | 20th Century Women                       | Еббі                                           |
| 2017 | ф  | Історії сім'ї Мейровіц         | The Meyerowitz Stories                   | Вікторія (голос)                               |
| 2018 | мф | Острів собак                   | Isle of Dogs                             | Трейсі (голос)                                 |
| 2022 | ф  | Білий шум                      | White Noise                              | Бабетта Гледні                                 |
| 2025 | ф  | Джей Келлі                     | Jay Kelly                                |                                                |